# Городецька Ганна Олександрівна
Ганна Городецька (нар. 28 липня 1990, м. Вишневе Київської області) — письменниця, авторка книг «Інклюзія», «Інша Марія», «Господь не любить веганів». Перекладачка. Гідиня. Проводила екскурсії для прем'єр-міністра Великої Британії Бориса Джонсона, дружини президента Туреччини Еміне Ердоган, прем'єр-міністра Норвегії Йонаса Гар Стьоре та інших відомих гостей.

## Біографія
Городецька Ганна Олександрівна народилася 28 липня 1990 року в м. Вишневе Київської області у родині філологів.
Філологиня в третьому поколінні. Письменниця, перекладачка, гідиня. Напередодні повномасштабного вторгнення Росії в Україну розповідала Борису Джонсону про Софійський собор. Цю екскурсію журналісти назвали прекрасним зразком культурної дипломатії. Цікавиться традиційною культурою, захистила дисертацію на грунті українського фольклору.
В 2013 році закінчила магістратуру Інституту філології Київського національного університету ім. Т. Г. Шевченка. отримавши кваліфікацію «Філолог, викладач української мови та літератури, англійської мови, фольклорист, магістр фольклористики».
У 2017 році захистила дисертацію на тему «Семіосфера трапези в українському фольклорі». З травня 2013 року до 2023 працювала у Національному заповіднику «Софія Київська».

## Творчість
Фахова компетенція та знання, отримані протягом років роботи в Софійському соборі, стали основою дебютного роману «Інша Марія». 
- Роман «Інша Марія» вийшов друком у видавництві «Дім Химер» в грудні 2020 року.
- У жовтні 2022 року у видавництві «Темпора» вийшла друком повість «Інклюзія».
- У 2023 році у Видавництві Старого Лева вийшла друком повість «Господь не любить веганів». Перша презентація книги відбулася в рамках XXX Форуму видавців у Львові[5].

## Відзнаки
- Роман «Інша Марія» отримав спецвідзнаку літературного конкурсу видавництва «Смолоскип» 2020 року.
- Повість «Інклюзія» отримала відзнаку на конкурсі видавництва «Смолоскип» 2021 року.